# Maine
För andra betydelser, se Maine (olika betydelser).
Maine är en amerikansk delstat i regionen New England i nordöstra USA. Maine gränsar till Atlanten i sydöst, New Hampshire i sydväst, den kanadensiska provinsen Québec i nordväst och New Brunswick i nordöst. Maine utgör den nordligaste delen av New England och är den delstat i kontinentala USA som ligger längst österut. Delstaten är känd för sitt landskap, med sin ojämna och till merparten klippiga kustlinje, sina låga vågformiga berg och sina välväxta skogar. Karakteristiskt för Maine är även dess skaldjursmat, speciellt hummer och musslor.
De ursprungliga invånarna i territoriet som nu är Maine var den algonkinspråkiga befolkningen. De första europeiska bosättarna var en grupp fransmän år 1604. Den första engelska bosättarna i Maine, den kortlivade Pophamkolonin, etablerades av Plymouth Company år 1607. Ett antal engelska bosättningar etablerades längst Maines kust på 1620-talet, trots att det bistra klimatet, förluster, och konflikter med lokalbefolkning gjorde att många strök med under åren. Vid 1700-talets början  hade bara ett halvt dussin europeiska bosättningar överlevt. Patrioter och brittiska trupper kämpade om Maines territorium under amerikanska revolutionen och 1812 års krig. Maine var en exklav i Massachusetts till 1820, då, som ett resultat av den växande befolkningen och politiska överenskommelser angående slaveri, blev den 23:e delstaten den 15 mars 1820, i samband med Missourikompromissen.
Maine är den enda amerikanska delstaten vars namn är enstavigt, och den enda delstat som bara gränsar till en annan delstat (Alaska och Hawaii gränsar inte till någon).

## Historia
De första europeiska bosättningarna i Maine gjordes runt 1620. År 1677 köptes området av Massachusetts Bay-kolonin och sen blev Maine ett distrikt inom Massachusetts, och i samband med Missourikompromissen år 1820 blev Maine en egen delstat. Jordbruk, fiske och skeppsbyggande samt träindustri och pappersindustri var tidigt viktiga näringar, och under 1800-talet tillkom textilindustri. Under 1900-talet hade Maine ofta ekonomiska problem. Politiskt har republikanerna dominerat från inbördeskriget till mitten av 1950-talet, men därefter har de och demokraterna varit jämnstarka.

## Geografi
Maine ligger i USA:s nordöstra hörn. Det är den amerikanska delstat som har högst andel av skog. Med cirka 90 % är granen det dominerande trädet i skogen. I Maine ligger även Acadia nationalpark som är en av de mest frekventerade i USA. Eastport är delstatens och landets östligaste stad. USA:s östligaste punkt, West Quoddy Head, ligger också i delstaten nära gränsen mot Kanada. Den rödvitrandiga fyren på platsen är ofta avbildad. Berget Mount Katahdin ligger 1606 meter över havet och är delstatens högsta punkt.

### Administrativ indelning
Maine är uppdelad i 16 countyn.
| County       | invånare 1 juli 2005 | huvudort       | invånare 1 juli 2004 |
| ------------ | -------------------- | -------------- | -------------------- |
| Androscoggin | 108 039              | Auburn         | 23 551               |
| Aroostook    | 73 240               | Houlton        | 6 476 (2000)         |
| Cumberland   | 274 950              | Portland       | 63 905               |
| Franklin     | 29 704               | Farmington     | 7 410 (2000)         |
| Hancock      | 53 660               | Ellsworth      | 6 937                |
| Kennebec     | 120 986              | Augusta        | 18 631               |
| Knox         | 41 219               | Rockland       | 7 666                |
| Lincoln      | 35 240               | Wiscasset      | 3 603 (2000)         |
| Oxford       | 56 628               | South Paris    | 2 237 (2000)         |
| Penobscot    | 147 068              | Bangor         | 31 595               |
| Piscataquis  | 17 674               | Dover-Foxcroft | 4 211 (2000)         |
| Sagadahoc    | 36 962               | Bath           | 9 394                |
| Somerset     | 51 667               | Skowhegan      | 8 824 (2000)         |
| Waldo        | 38 705               | Belfast        | 6 840                |
| Washington   | 33 448               | Machias        | 2 353 (2000)         |
| York         | 202 315              | Alfred         | 2 497 (2000)         |

### Orter
| Befolkning > 10 000 i tätorten - Auburn - Bangor - Old Town - Orono - Biddeford - Lewiston - Brunswick - Waterville - Portland - cirka 64 000 invånare (2003) - Augusta - 19 000 invånare - Sanford - South Portland | Mindre orter och förorter - Bath - Belfast - Calais - Camden - Caribou - Naples - Presque Isle - Rangeley - Rockland - Searsport - Sweden |

## Klimat
Maine har i allmänhet ett klimat som liknar det i Götaland i Sverige, med varma somrar och vintertemperaturer som kryper strax under nollstrecket. Delstaten upplever nästan aldrig extrema väderfenomen som tunga åskstormar, orkaner eller tromber.

## Kända personer födda i Maine
- Affärsliv
  - Leon Leonwood (L.L.) Bean, klädtillverkare och återförsäljare.
  - Milton Bradley, speluppfinnare
  - Reuben Colburn, skeppsbyggare från Pittston

- Underhållning och media
  - Corey Beaulieu, gitarrist i Trivium
  - David Allen, artist
  - David E. Kelley, producent
  - Ernie Coombs, skådespelare (Mr. Dressup)
  - Patrick Dempsey, skådespelare
  - Kevin Eastman, medskapare till Teenage Mutant Ninja Turtles
  - John Ford, regissör och skådespelare.
  - Frank Fixaris, radioreporter
  - Liv Tyler, skådespelare (dotter till sångaren Steven Tyler)
  - Ray Lamontagne, singer-songwriter
  - Robert McCloskey författare
  - Judd Nelson, skådespelare (medlem av Brat Pack)
  - Shirley Povich, sportkollumnist i Washington Post
  - Gary Thorne, radioreporter
  - Andrew Wyeth, artist
  - Howie Day, singer-songwriter
  - Bob Marley, komiker
  - Richard Dysart, skådespelare
  - Anna Belknap, skådespelare
  - Linda Lavin, skådespelare
  - Joe Smyth, trummis i Sawyer Brown
  - Judd Strunk, singer-songwriter
  - Noah Gray-Cabey, skådespelare, pianist

- Litteratur
  - Stephen King, författare
  - Henry Wadsworth Longfellow, poet
  - Edna St. Vincent Millay, poet
  - Ruth Moore, författare
  - Edwin Arlington Robinson, poet
  - Harriet Beecher Stowe, romanförfattare och abolitionist
  - E.B. White, författare (levde i Maine i 28 år)
  - Sarah Orne Jewett, författare
  - Phineas Quimby, 1800-talsfilosof och författare

- Politik
  - William Cohen, politiker
  - Hannibal Hamlin, politiker (Abraham Lincolns första vicepresident)
  - George J. Mitchell, politiker
  - Lot M. Morrill, politiker
  - Edmund Muskie, politiker
  - Margaret Chase Smith, politiker
  - Samantha Smith, kallad "USA:s yngsta ambassadör"
  - Olympia Snowe, senator

- Militär
  - Joshua Chamberlain, guvernör och general under det amerikanska inbördeskriget
  - Oliver Otis Howard, general under det amerikanska inbördeskriget, grundare av Howard University
  - Henry Knox,
  - Gary Gordon, Medal of Honor-mottagare
  - Bob Newman, marin- och radioreporter

- Sport
  - Joan Benoit Samuelson, maratonlöpare
  - Bill Swift, baseballspelare
  - Bob Stanley, baseballspelare
  - Tim Sylvia, Ultimate Fighting Championship-tungviktsmästare
  - Scott Garland även kallad "Scotty 2 Hotty", professionell fribrottare
  - Dave Graham, bergsklättrare
  - Mike Bordick, MLB-baseballspelare
  - Ricky Craven, NASCAR-racerförare
  - Seth Wescott, guldmedaljör i OS 2006 - Snowboard Cross
  - David Chamberlain, längdskidåkare
  - Simon Dumont, 2004 och 2005 Winter X Games guldmedaljör Halfpipe
  - Les Otten, ägare till Red Sox
  - Louis Sockalexis, baseballspelare, första indianen i MLB
  - Jason Ellis, mästare 2005 och 2006 i Northeast Regionals Open-Class tungviktsboxning.
  - Matt Stairs, MLB-baseballspelare i Texas Rangers (bor i Bangor)
  - Matt Kinney, MLB-baseballspelare i SF Giants (minor leagues)
  - Ian Crocker, olympisk simmare